# Lijst van voetbalinterlands Italië - Slovenië
Deze lijst van voetbalinterlands is een overzicht van alle officiële voetbalwedstrijden tussen de nationale teams van Italië en Slovenië. De landen hebben tot op heden zeven keer tegen elkaar gespeeld. De eerste ontmoeting, een kwalificatiewedstrijd voor het Europees kampioenschap voetbal 1996, werd gespeeld in Maribor op 7 september 1994. . De laatste confrontatie, een kwalificatiewedstrijd voor het Europees kampioenschap voetbal 2012, vond plaats op 6 september 2011 in Florence.

## Wedstrijden
| № | Plaats    | Datum            | Competitie           | Wedstrijd         | Uitslag |
| - | --------- | ---------------- | -------------------- | ----------------- | ------- |
| 1 | Maribor   | 7 september 1994 | EK 1996 kwalificatie | Slovenië – Italië | 1 – 1   |
| 2 | Udine     | 6 september 1995 | EK 1996 kwalificatie | Italië – Slovenië | 1 – 0   |
| 3 | Triëst    | 21 augustus 2002 | Vriendschappelijk    | Italië – Slovenië | 0 – 1   |
| 4 | Celje     | 9 oktober 2004   | WK 2006 kwalificatie | Slovenië – Italië | 1 – 0   |
| 5 | Palermo   | 8 oktober 2005   | WK 2006 kwalificatie | Italië – Slovenië | 1 – 0   |
| 6 | Ljubljana | 25 maart 2011    | EK 2012 kwalificatie | Slovenië – Italië | 0 – 1   |
| 7 | Florence  | 6 september 2011 | EK 2012 kwalificatie | Italië – Slovenië | 1 – 0   |

## Samenvatting
| Competitie        | Totaal gespeeld | Winst Italië | Gelijk | Winst Slovenië | Doelsaldo Italië – Slovenië |
| ----------------- | --------------- | ------------ | ------ | -------------- | --------------------------- |
| WK-kwalificatie   | 2               | 1            | 0      | 1              | 1 − 1                       |
| EK-kwalificatie   | 4               | 3            | 1      | 0              | 4 − 1                       |
| Vriendschappelijk | 1               | 0            | 0      | 1              | 0 − 1                       |
| Totaal            | 7               | 4            | 1      | 2              | 5 − 3                       |

## Details

### Eerste ontmoeting
| EK 1996 kwalificatie (Maribor, Slovenië, 7 september 1994): |       |                           |
| Slovenië                                                    | 1 – 1 | Italië                    |
| Sašo Udovič 13'                                             | goals | 16' Alessandro Costacurta |
| - Debuut van Christian Panucci (AC Milan) voor Italië.      |       |                           |

### Tweede ontmoeting
| EK 1996 kwalificatie (Udine, Italië, 6 september 1995): |       |          |
| Italië | 1 – 0 | Slovenië |
| Fabrizio Ravanelli 13' | goals |          |
| - Debuut van Alessio Tacchinardi en Angelo Di Livio (beiden Juventus) voor Italië. - Debuut van Sandi Valentinčič en Vili Bečaj (beiden HIT Gorica) voor Slovenië. |       |          |

### Derde ontmoeting
| Vriendschappelijk (Triëst, Italië, 21 augustus 2002): |              | |
| Italië | 0 – 1        | Slovenië |
| | goals        | 32' Sebastjan Cimirotič |
| Giovanni Trapattoni | bondscoach   | Bojan Prašnikar |
| Gianluigi Buffon Christian Panucci 46' Francesco Coco 46' Luigi Di Biagio 46' Fabio Cannavaro 46' Alessandro Nesta Alessandro Del Piero 46' Damiano Tommasi 46' Filippo Inzaghi 46' Christiano Doni Matteo Brighi 46'                              | opstellingen | Mladen Dabanovič Fabijan Cipot Muamer Vugdalič Spasoje Bulajič 69' Goran Šukalo 83' Ermin Šiljak 90+1' Zlatko Zahovič Miran Pavlin 89' Saša Gajser 76' Amir Karič 46' Sebastjan Cimirotič |
| Mark Iuliano 46' Luciano Zauri 46' Gennaro Gattuso 46' Marco Materazzi 46' Massimo Ambrosini 46' Marco Di Vaio 46' Massimo Oddo 46' | wissels      | 46' Milenko Ačimovič 69' Aleksander Radosavljevič 76' Nastja Čeh 83' Suad Filekovič 89' Matej Mavrič 90+1' Anton Žlogar                                                                   |
| Christian Panucci 41' Massimo Ambrosini 57' | gele kaarten | 15' Ermin Šiljak 16' Miran Pavlin 36' Zlatko Zahovič 45' Milenko Ačimovič |
| - Debuut van Matteo Brighi (Parma) en Massimo Oddo (Lazio Roma) voor Italië. - Debuut van Goran Šukalo (SpVgg Unterhaching), Suad Filekovič (NK Maribor), Aleksandar Radosavljevič (Shinnik Yaroslavl) en Matej Mavrič (HIT Gorica) voor Slovenië. |              | |

### Vierde ontmoeting
| WK 2006 kwalificatie (Celje, Slovenië, 9 oktober 2004):                                                        |       |        |
| Slovenië | 1 – 0 | Italië |
| Boštjan Cesar 82'                                                                                              | goals |        |
| - Debuut van Igor Lazič (NK Publikum Celje) voor Slovenië. - Debuut van Mauro Esposito (Cagliari) voor Italië. |       |        |

### Vijfde ontmoeting
| WK 2006 kwalificatie (Palermo, Italië, 8 oktober 2005): |       |          |
| Italië                                                  | 1 – 0 | Slovenië |
| Cristian Zaccardo 78'                                   | goals |          |

### Zesde ontmoeting
| EK 2012 kwalificatie (Ljubljana, Slovenië, 25 maart 2011): |       |                  |
| Slovenië                                                   | 0 – 1 | Italië           |
|                                                            | goals | 73' Thiago Motta |

### Zevende ontmoeting
| EK 2012 kwalificatie (Florence, Italië, 6 september 2011): |       |          |
| Italië                                                     | 1 – 0 | Slovenië |
| Giampaolo Pazzini 85'                                      | goals |          |

FIGC · A-internationals · Selecties · Bondscoaches · Italiaans vrouwenelftal · Olympisch elftal · Italië U21 · Italië U20 · Italië U19 · Italië U18 · Italië U17 · Italië U16 · Vrouwen U17
1910 – 1919 ·
1920 – 1929 ·
1930 – 1939 ·
1940 – 1949 ·
1950 – 1959 ·
1960 – 1969 ·
1970 – 1979 ·
1980 – 1989 ·
1990 – 1999 ·
2000 – 2009 ·
2010 – 2019 ·
2020 − 2029
EK's: 1968 · 
1980 · 
1988 · 
1996 · 
2000 · 
2004 · 
2008 · 
2012 · 
2016 ·
2020 ·
2024
WK's: 1934 · 
1938 · 
1950 · 
1954 · 
1962 · 
1966 · 
1970 · 
1974 · 
1978 · 
1982 · 
1986 · 
1990 · 
1994 · 
1998 · 
2002 · 
2006 · 
2010 · 
2014
OS: 1912 · 
1920 · 
1924 · 
1928 · 
1936 · 
1948 · 
1952 · 
1960 · 
1984 · 
1988 · 
1992 · 
1996 · 
2000 · 
2004 · 
2008
1911 · 
1912 · 
1913 · 
1914 · 
1915 · 
1916 · 1917 · 1918 · 1919 · 
1920 · 
1921 · 
1922 · 
1923 · 
1924 · 
1925 · 
1926 · 
1927 · 
1928 · 
1929 · 
1930 · 
1931 · 
1932 · 
1933 · 
1934 · 
1935 · 
1936 · 
1937 · 
1938 · 
1939 · 
1940 · 
1941 · 
1942 · 
1943 · 1944 · 
1945 · 
1946 · 
1947 · 
1948 · 
1949 · 
1950 · 
1952 · 
1952 · 
1953 · 
1954 · 
1955 · 
1956 · 
1957 · 
1958 · 
1959 · 
1960 · 
1961 · 
1962 · 
1963 · 
1964 · 
1965 · 
1966 · 
1967 · 
1968 · 
1969 · 
1970 · 
1971 · 
1972 · 
1973 · 
1974 · 
1975 · 
1976 · 
1977 · 
1978 · 
1979 · 
1980 · 
1981 · 
1982 · 
1983 · 
1984 · 
1985 · 
1986 · 
1987 · 
1988 · 
1989 · 
1990 ·
1991 · 
1992 · 
1993 · 
1994 · 
1995 · 
1996 · 
1997 · 
1998 · 
1999 · 
2000 · 
2001 · 
2002 · 
2003 · 
2004 · 
2005 · 
2006 · 
2007 · 
2008 · 
2009 · 
2010 · 
2011 · 
2012 · 
2013 · 
2014 · 
2015 · 
2016 · 
2017 ·
2018 ·
2019 ·
2020 ·
2021 ·
2022 ·
2023 ·
2024
Albanië ·
Algerije ·
Argentinië ·
Armenië ·
Australië ·
Azerbeidzjan ·
België ·
Bosnië en Herzegovina ·
Brazilië ·
Bulgarije ·
Canada ·
Chili ·
China ·
Costa Rica ·
Cyprus ·
DDR ·
Denemarken ·
Duitsland ·
Ecuador ·
Egypte ·
Engeland ·
Estland ·
Faeröer ·
Finland ·
Frankrijk ·
Georgië ·
Ghana ·
Griekenland ·
Haïti ·
Hongarije ·
Ierland ·
IJsland ·
Israël ·
Ivoorkust ·
Japan ·
Joegoslavië ·
Kameroen ·
Kroatië ·
Liechtenstein · 
Litouwen ·
Luxemburg ·
Malta ·
Marokko ·
Mexico ·
Moldavië ·
Montenegro ·
Nederland ·
Nieuw-Zeeland ·
Nigeria ·
Noord-Ierland ·
Noord-Korea ·
Noord-Macedonië ·
Noorwegen ·
Oekraïne ·
Oostenrijk ·
Paraguay ·
Peru ·
Polen ·
Portugal ·
Roemenië ·
Rusland ·
San Marino ·
Saoedi-Arabië ·
Schotland ·
Servië ·
Servië en Montenegro ·
Slovenië ·
Slowakije ·
Sovjet-Unie ·
Spanje ·
Tsjechië ·
Tsjecho-Slowakije ·
Tunesië ·
Turkije ·
Uruguay ·
Venezuela ·
Verenigde Staten ·
Wales ·
Wit-Rusland ·
Zuid-Afrika ·
Zuid-Korea ·
Zweden ·
Zwitserland
Argentinië (1982) · 
Australië (2006) · 
België (2016) · 
België (2021) · 
Brazilië (1970) · 
Brazilië (1982) · 
Brazilië (1994) · 
Costa Rica (2014) · 
Duitsland (2006) · 
Duitsland (2012) · 
Engeland (2012) ·
Engeland (2014) ·
Engeland (2021) ·
Frankrijk (2000) · 
Frankrijk (2006) · 
Frankrijk (2008) · 
Ghana (2006) · 
Hongarije (1938) · 
Ierland (2012) · 
Joegoslavië (1968) · 
Kameroen (1982) · 
Kroatië (2012) · 
Nederland (2008) · 
Nieuw-Zeeland (2010) · 
Oekraïne (2006) · 
Oostenrijk (2021) · 
Paraguay (2010) · 
Peru (1982) · 
Polen (1982, 1) · 
Polen (1982, 2) · 
Roemenië (2008) · 
Spanje (2008) ·
Spanje (2012, 1) ·
Spanje (2012, 2) ·
Spanje (2016) ·
Spanje (2021) ·
Tsjechië (2006) · 
Turkije (2021) · 
Uruguay (2014) · 
Verenigde Staten (2006) · 
Wales (2021) · 
West-Duitsland (1982) · 
Zweden (2016) · 
Zwitserland (2021)
NZS · A-internationals · Bondscoaches · Selecties · Statistieken · Sloveens vrouwenelftal · Olympisch elftal · Slovenië U21 · Slovenië U20 · Slovenië U19 · Slovenië U18 · Slovenië U17 · Slovenië U16
1991 – 1999 ·
2000 – 2009 ·
2010 – 2019 ·
2020 − 2029
EK's: 1996 · 
2000 · 
2004 · 
2008 · 
2012 · 
2016 · 
2020 · 
2024
WK's: 1998 · 
2002 · 
2006 · 
2010 · 
2014 · 
2018 ·
2022
1991 · 
1992 · 
1993 · 
1994 · 
1995 · 
1996 · 
1997 · 
1998 · 
1999 · 
2000 · 
2001 · 
2002 · 
2003 · 
2004 · 
2005 · 
2006 · 
2007 · 
2008 · 
2009 · 
2010 · 
2011 · 
2012 · 
2013 · 
2014 · 
2015 · 
2016 · 
2017 · 
2018 ·
2019 ·
2020 ·
2021 ·
2022 ·
2023 ·
2024
Albanië ·
Algerije ·
Argentinië ·
Armenië ·
Australië ·
Azerbeidzjan ·
België ·
Bosnië en Herzegovina ·
Bulgarije ·
Canada ·
China ·
Colombia ·
Cyprus ·
Denemarken ·
Duitsland ·
Engeland ·
Estland ·
Faeröer ·
 Finland ·
Frankrijk ·
Georgië ·
Ghana ·
Gibraltar ·
Griekenland ·
Honduras ·
Hongarije ·
IJsland ·
Israël ·
Italië ·
Ivoorkust ·
Joegoslavië ·
Kazachstan ·
Kosovo ·
Kroatië ·
Letland ·
Litouwen ·
Luxemburg ·
Malta ·
Mexico ·
Moldavië ·
Montenegro ·
Nederland ·
Nieuw-Zeeland ·
Noord-Ierland ·
Noord-Macedonië ·
Noorwegen ·
Oekraïne ·
Oman ·
Oostenrijk ·
Paraguay ·
Polen ·
Portugal ·
Qatar ·
Roemenië ·
Rusland ·
San Marino ·
Saoedi-Arabië ·
Schotland ·
Servië ·
Servië en Montenegro ·
Slowakije ·
Spanje ·
Trinidad en Tobago ·
Tsjechië ·
Tunesië ·
Turkije · 
Uruguay ·
Verenigde Arabische Emiraten ·
Verenigde Staten ·
Wales ·
Wit-Rusland ·
Zuid-Afrika ·
Zweden ·
Zwitserland
Algerije (2010) · 
Engeland (2010) · 
Paraguay (2002) · 
Spanje (2002) · 
Verenigde Staten (2010) · 
Zuid-Afrika (2002)